# Akilia
La isla de Akilia está en Groenlandia occidental, aproximadamente a 22 kilómetros al sur de Nuuk (Godthåb). Akilia es el lugar donde se encuentra una formación rocosa que ha sido propuesta como la que posee las rocas sedimentarias más antiguas de la tierra. y probablemente la prueba más antigua de la presencia de la vida en la tierra.

## Geología
Las rocas en cuestión son parte de una secuencia metamórfica supracortical localizada en el extremo suroccidental de la isla. La secuencia ha sido datada con una antigüedad no inferior a los 3,8 Ga, lo cuan lo sitúa en el Eón Hadeico -basándose en la edad de una banda ígnea que atraviesa la roca. La secuencia supracortical contiene cpas ricas en Hierro ferroso y dióxido de sílice, lo que ha sido interpretado como una formación de hierro bandeado, sedimentos químicos de una fuente hidrotermal o vetas filonianas de origen hidrotermal. El carbono de estas rocas, presente como grafito, muestra bajos niveles de C13, lo que podría sugerir que fue originado como materia orgánica ligera derivada de organismos vivos.
No obstante, esta interpretación se complica por el elevado grado de metamorfismo que afectó a las rocas de Akilia tras su formación. El origen sedimentario, la edad y el contenido de carbono de las rocas han sido cuestionados.
Si las rocas de Akilia muestran pruebas de que la vida en la tierra ya existía hace 3.8 Ga, pondría en aprietos modelos que sugieren que la tierra fue hostil para la vida en esa época. Las investigaciones continúan.